# Тіні незабутих предків
«Тіні незабутих предків» — український молодіжний містичний трилер, знятий Любомиром Левицьким. В український широкий прокат вийшов 14 листопада 2013 року.

## Сюжет
У часи, коли ліси від українських Карпат, аж до самої Трансільванії, були переповнені злими духами та іншими містичними істотами, дев'ять наймогутніших магів утворили Коло Сили, щоб утримувати рівновагу темних сил. Їх називали мольфарами.
1810 року, коли загадкові вбивства в лісах ставалися мало не кожен день, мольфари, за допомогою давнього обряду, полонили всіх карпатських духів у Книгу Тіней, затаврувавши її магічною Зґардою. Але через неуважність наймолодшого мольфара, одному з древніх духів вдалося причаїтися на волі та почати жорстоке полювання за магічною срібною монетою, що й до сьогодні є єдиним ключем до Книги.
Наш час. Двадцятирічний юнак Іван, студент Чернівецького університету, живе звичайним студентським життям, страждаючи від нерозділеного кохання. Але одного дня, у процесі чергового привертання до себе уваги університетської красуні, він стає причиною зникнення Зґарди, яка дев'ять років тому була знайдена в Карпатах та передана університету як цінний експонат. Після цього на тілах його восьми друзів з'являються знаки, що точнісінько повторюють контури магічної зґарди.
Викладач, якого всі вважали божевільним професором, пояснює компанії, що кожен зі студентів має на собі магічну мітку, а зґарда міститься в одного з них біля самого серця. Саме так її зберігали древні мольфари та саме через це всі вони були знайдені з вирваними серцями. Того ж дня професор гине за незрозумілих обставин.
Ваня дізнається, що єдиний, хто може вийняти Зґарду та позбавити всіх його друзів участі в цій небезпечній історії — це нащадок останнього мольфара з Кола Сили, який живе далеко в лісах.
Ваня вмовляє компанію поїхати, але остаточно всі погоджуються після другого загадкового вбивства.
У лісах їх чекатиме низка пригод. Вони мають подолати свої страхи, зупинити стародавнє зло та пройти випробування на відданість, дружбу й кохання.

## У ролях

### Головні ролі

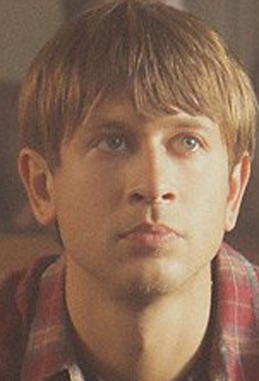
Дмитро Ступка, у ролі Вані «Воланчика»
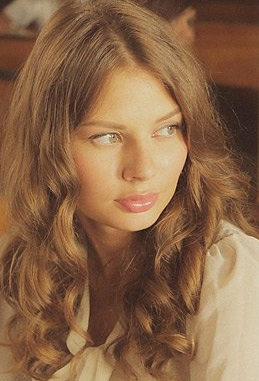
Олена Мусієнко, у ролі Анжели
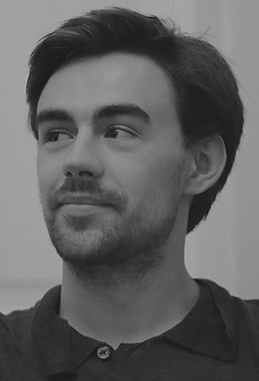
Владислав Никитюк, у ролі Захара
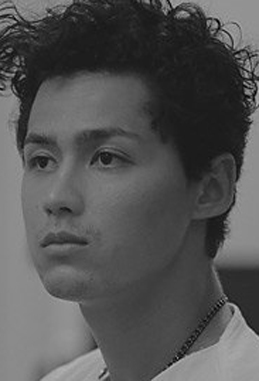
Павло Лі, у ролі Вови
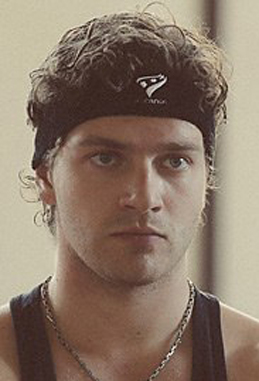
Богдан Юсипчук, у ролі Артура
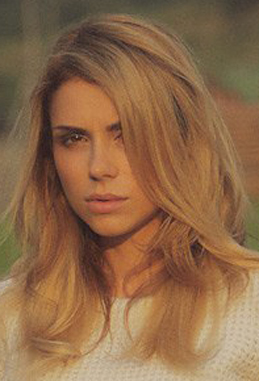
Марина Шако[8], у ролі Ляни
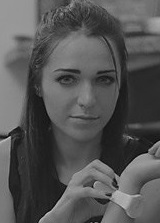
Роксолана Кравчук, у ролі Юлі
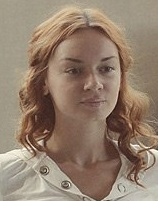
Софа Галабурад, у ролі Рути

### Другорядні ролі
- Ольга Сумська — мама Вані[9]
- Микола Боклан — Декан
- Олег Цьона — Професор[10]
- Юрій Розстальний — Мольфар[11]
- Валерій Легін — Сліпець[12]
- Володимир Нечепоренко — Ректор
- Костянтин Лінартович — Мольфар[9]
- Ольга Фреймут — Журналістка[9]
- Орест Стафійчук — Демон[13]
- Микола Береза — Продавець[14]
- Ровшан Гусейнов — Водій лісовоза[15]

## Виробництво

### Знімальна група

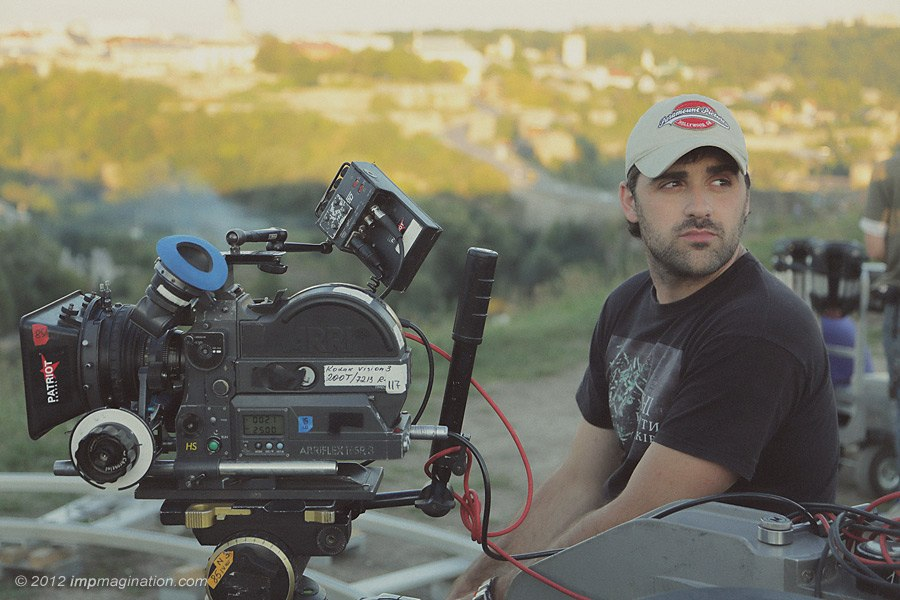
Режисер фільму Любомир Левицький

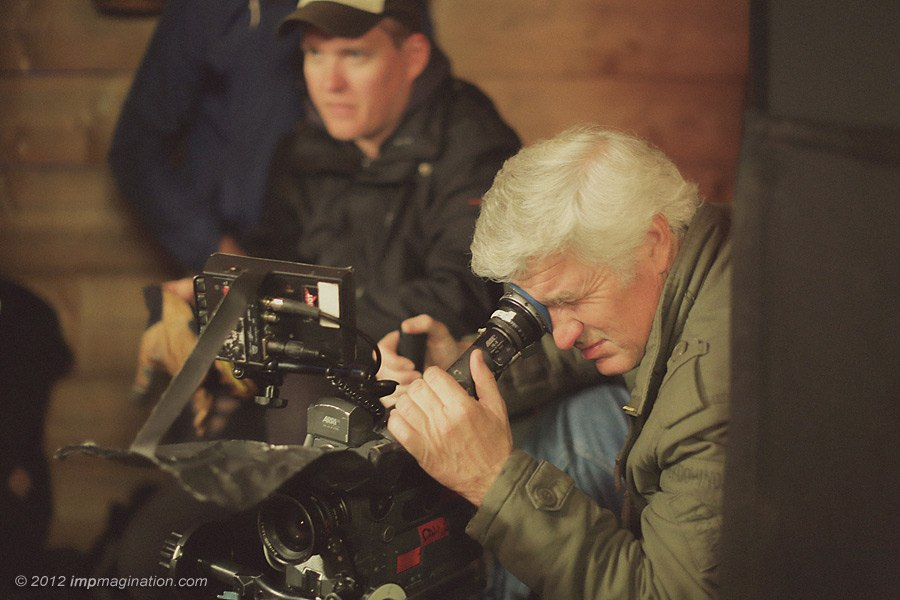
Оператор-постановник: Марк Еберлі

- Режисер-постановник: Любомир Левицький
- Сценаристи: Любомир Левицький, Андрекс Селіванов
- Продюсер: Андрекс Селіванов
- Виконавчі продюсери: Наталія Левицька, Жан-Данієль Захаріас
- Співпродюсери: Денис Кошелев, Руслан Менжицький
- Композитори: Наталія Данюк, Олександр Матієнко
- Оператор-постановник: Марк Еберлі
- Оператор-постановник другого складу: Дмитро Недря
- Другий режисер: Валерій Крижановський
- Кастинг-директор: Олена Лаба
- Монтаж: Ігор Кулинич, Роксолана Кравчук, Любомир Левицький
- Художник-концептуаліст: Олесь Юсипчук
- Художник-постановник: Олександр Ясура
- Художник по костюмах: Софія Русинович
- PR директор кінокомпанії Suspense Films: Вадим Гребенюк
- Постановник трюків: Костянтин Чужицький
- Асистент режисера-постановника: Олексій Северин.
- Асистент постановника трюків: Сергій Шляхтюк[16][17]

### Дубляж
Під час зйомки фільму актори розмовляли українською, але на вимогу прокатника B&H у кінцевому варіанті фільм було дубльовано українською. Дубляж зроблено на студії Le Doyen Studio, режисером дубляжу виступив продюсер фільму Андрекс Селіванов.

### Розробка
За словами режисера фільму Любомира Левицького, ідею фільму він виношував давно, декілька років. Вона ґрунтується на древній гуцульській легенді, про яку він дізнався від старого мудреця в Карпатах. Перед тим як розповідати, старий дідусь взяв із нього обіцянку, що Любомир колись цей переказ популяризує, знявши про це кіно. У переказі говориться про Книгу Тіней та дев'ять зґард, що є ключами до цієї книги.
Любомир був зачарований цією історією й довго думав, у якому жанрі її краще подати, як найкраще поєднати казку, містику й елементи фільму жахів. Якось йому до рук потрапила книга «Тіні забутих предків», на яку колись було знято фільм Параджановим, але книга відрізняється від фільму, адже в ній повно містики. Йому дуже сподобалася ця назва, а коли Любомир прочитав біографію Коцюбинського, дізнався цікавий факт, що він із ним народилися в один день — 17 вересня. Тоді й вирішив, що це знак, і дав проекту ім'я «Тіні незабутих предків». А ще, на його думку, ця назва логічно прив'язана до сюжету, бо в наприкінці кінокартини є епізод, що повністю виправдовує найменування фільму.

### Кастинг
На головні ролі було запрошено молодих невідомих акторів, відбір яких проводили по всій Україні — зокрема, перший кастинг відбувся 12 березня 2012 р. у Києві. Пізніше відбулися кастинги у Львові, Харкові, Дніпрі, та Чернівцях. Крім цього, на сайті say.tv відбувся онлайн-кастинг, переможцем якого став Владислав Никитюк. За словами режисера, на кастингах було переглянуто більше як 5 тисяч людей. Також у фільмі взяли участь відомі актори: Ольга Сумська, Олег Цьона, Микола Береза, Юрій Розстальний, Валерій Легін, Володимир Нечипоренко, Костянтин Лінартович, Ольга Фреймут.

### Зйомки

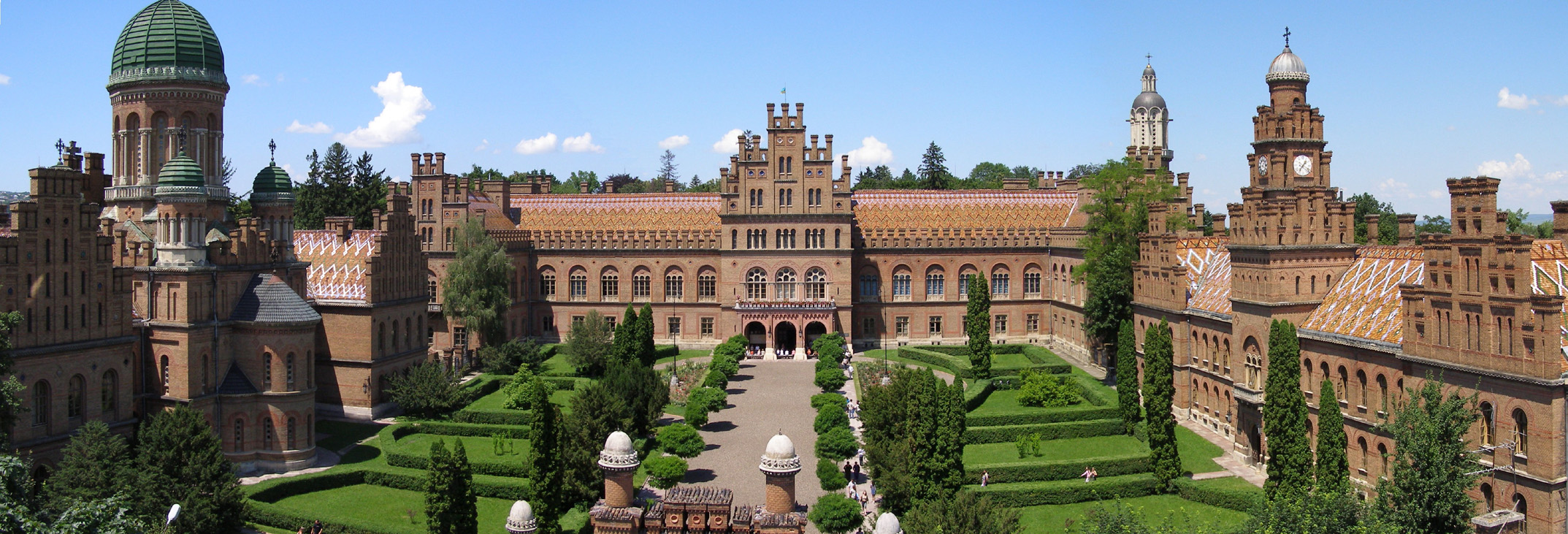
Чернівецький національний університет імені Юрія Федьковича, у якому проходили зйомки стрічки

Весь фільм був відзнятий на теренах України. Фільм почали знімати 19 липня 2012 року у Карпатах, а саме у Верховинському районі Івано-Франківській області (Верховина, Віпче, Зелене, Ворохта, Криворівня, Бережниця, присілок Климпуш (будинок зруб, на даний час відреставрований, найкрасивіший в селі), водоспад Женецький Гук та на заправці в місті Яремче). Також зйомки проходили в Чернівцях, де знімали університет і студентське життя, потім у Кам'янець-Подільському замку та Києві. У Києві, зокрема, знімальний майданчик був у павільйонах заводу ім. Лепсе, у Будинку Письменників та в клініці невідкладної медицини св. Луки. Зйомки стрічки тривали 72 дні, але були паузи в часі (до того ж, повністю перезнімали фінальну сцену), а загалом зйомки разом із монтажем, зайняли близько півтора року. Фільм було відзнято на 16 мм плівку камерами Arriflex 16SR-3 та Arriflex 416.

### Бюджет
У фільм інвестували приватні кінокомпанії. Фінансування велося з двох джерел, основний інвестор — це компанія «Юнісон Сінема», вони профінансували більшу частину фільму (500 000 $), другий інвестор — це компанія «Саспенс Філмс». Бюджет стрічки становить 877 000 $, гонорари акторів не перевищували 10 000 $. Увесь звук, зі спецефектами обійшовся в 120 000 $, а на постпродакшен було витрачено 211 000 $.

### Маркетинг
У лютому 2012 року було створено офіційні групи фільму у соціальних мережах Вконтакті та Facebook. 17 жовтня 2012 був представлений перший офіційний тизер. 29 січня в кінотеатрі «Україна» відбулася презентація першого кінотеатрального тизеру. Творці фільму до прем'єри провели низку різноманітних конкурсів, спрямованих на рекламу фільму (про всі конкурси повідомлялося в офіційних спільнотах фільму в соцмережах). У соціальних мережах також залучали людей для роздачі флаєрів.
14 травня відбулася офіційна презентація трейлеру фільму.
У червні 2013, трейлер до фільму Любомира Левицького «Тіні незабутих предків» отримав нагороду MEDIA PEOPLE AWARDS у номінації «найкраще відео року».
У серпні 2013 року в Голосіївському парку Києва відбулися зйомки кліпу на заголовну пісню фільму — «Shadows Of Time» гурту The HARDKISS, «музичного трейлеру» фільму. 3 листопада відбулася прем'єра кліпу на телеканалі М1.
10 жовтня 2013 року було представлено офіційний постер фільму. 14 жовтня у соціальних мережах та деяких ЗМІ пройшла інформація про крадіжку мобільного Любомира Левицького із чорновим записом фільму.
Після прем'єри відбувся масштабний промо-тур по містах України: творча група фільму побувала в Києві, Житомирі, Чернівцях, Львові, Івано-Франківську, Рівному, Луцьку, Дніпрі, Донецьку, Харкові та Кривому Розі.

## Сприйняття

### Касові збори
За перший вікенд прокату (14-17 листопада) стрічку переглянули 52 тис. глядачів, а касові збори склали 251 330 $, що на той час дозволило їй зайняти 3 місце серед усіх прем'єр. Станом на 15 грудня 2013 року показ кінокартини тривав 32 дні, за які було зібрано 642 857 $. Усього в прокаті стрічка заробила 5 146 428 грн, а кількість глядачів сягнула 147 417.

### Критика
Obozrevatel.com
«Тіні незабутих предків» — набір плюсів (пристойна картинка, симпатичні актори, драйвовий саундтрек, самоіронія, сюрприз у фіналі) та мінусів (тотальні кліше, плескуваті жарти на кшталт «Польща — не район, а країна», невпевнена гра акторів-початківців). Хто хоче, нараховує більше плюсів, хто не хоче — множить мінуси.

Анастасія ЛяхОригінальний текст (рос.)
«Тени незабытых предков» - набор плюсов (приличная картинка, симпатичные ребята, драйвовый саундтрек, самоирония, сюрприз в финале) и минусов (тотальные клише, плосковатые шутки вроде «Польша – не район, а страна», неуверенная игра начинающих актеров). Кто хочет, насчитывает больше плюсов, кто не хочет – множит минусы.

Анастасия Лях
Лівий берег
Фільм, як на мене, майже не працює. І не тільки через умовність загального фону, сліпе відтворення жанрових кліше, логічні провали сценарію, не до кінця продумані режисерські ходи і тому подібне. Проблема в іншому. Левицький залив в один посуд страшне і смішне, але не змішав їх правильно.

Ігор Грабович
Афиша
Стараючись з усіх сил, і претендуючи на велике жанрове кіно, Любомиру вдалося зняти досить якісний, проте, на жаль, «майже фільм»: майже комедію, майже містику, майже трилер.

Маша СердюкОригінальний текст (рос.)
Стараясь изо всех сил и претендуя на большое жанровое кино, Любомиру удалось снять довольно качественный, но, увы, «почти фильм»: почти комедию, почти мистику, почти триллер.

Маша Сердюк
Вести
«Тіні …» виглядають як міцний молодіжний жахастик родом із Голлівуду. Містика, якісна комп'ютерна графіка й сучасний гумор («ми в повній дупі, а свічка в твоїх руках — хіба що від геморою», «якщо я помру, то поховайте мене в труні від Луї Віттона») — усе присутнє в комплекті.

Арина ШевченкоОригінальний текст (рос.)
«Тени...» смотрятся как крепкий молодежный ужастик родом из Голливуда. Мистика, качественная компьютерная графика и современный юмор («мы в полной жопе, а свеча в твоих руках — разве что от геморроя», «если я умру, то похороните меня в гробу от Луи Виттона») — все присутствует в комплекте.

Арина Шевченко
Комсомольська правда
Тепер у реєстрі українських фільмів з'явився і свій етнічний хоррор. Принаймні «Тіні незабутих предків» виконують функцію цього жанру — лякають і постійно тримають глядача в напрузі.

Юлія КацунОригінальний текст (рос.)
Теперь в реестре украинских фильмов появился и свой этнический хоррор. По крайней мере «Тени незабытых предков» выполняют функцию этого жанра - пугают и постоянно держат зрителя в напряжении.

Юлия Кацун
Дзеркало тижня. Україна
Кожен український повнометражний фільм останніх років — у чомусь «перший». «Тіні», напевно, залишаться в історії як перша вітчизняна стрічка з більш-менш достойно знятою бійкою та високоякісною комп'ютерною графікою.

Антон Філатов
Телекритика
Певну стилістику автори засвоїли. Лишається ще навчитися додавати до неї відповідний зміст. А то незабуті предки виходять якимись не впізнаваними. Якимись не нашими. Чи впізнають у них американці своїх предків? Це теж питання.

Юрій Луканов
Телекритика
Любомир Левицький не українізує західне, у нашому випадку — американське, що було б логічно для людини, котра працює з українським матеріалом, а навпаки — американізує українське. Це помітно вже в деталях. …у західних першоджерелах, щедро цитованих Левицьким, глядач, свій та чужий, бачить реалії країни, у якій відбуваються події. Україна ж у «Тінях…» — хіба карпатський ліс. Решта все старанно промальоване, проте жодним чином не адаптоване.

Андрій Кокотюха

## Випуск

### Україна
Реліз фільму відкладали двічі. Спочатку планувалося показати стрічку 13 червня. Проте, пізніше стало відомо про рішення творців пересунути випуск картини. Наступною датою виходу мало стати 19 вересня. Однак, прем'єру знову було відкладено, цього разу вже остаточно, на 14 листопада. Продюсер Андрекс Селіванов про причини переносів:
|  | У нас були дуже складні зйомки в Карпатах, і коли ми проявили матеріал, залишилися ним незадоволені. Чим монтувати дещо абияк, ми вирішили перезняти, і в графік не вклалися - це ще 24 дні, тому довелося перенести прем'єру. А вдруге ми не встигали зі звуком. У нас було багато звукових ефектів і ще й озвучка, тому нам потрібно було ще десь два додаткових тижні на звук. Тому прем'єру перенесли вдруге. |

Починаючи з 17 липня 2014 року, в обраних кінотеатрах, під гаслом «Тіні повертаються в сутінках», в Україні відбувся повторний обмежений прокат фільму (орієнтовно 14 кінотеатрів).
24 серпня 2014 року на телеканалі «Новий канал» відбулася телевізійна прем'єра стрічки.

### Решта світу
Планувалося зробити повноцінний прокат фільму в Росії, але через напружену політичну ситуацію, на ці плани довелося поставити хрест, попри те, що на московській студії «Піфагор» уже був готовий російський дубляж фільму.
За кордоном було проведено кілька окремих одиничних показів фільму, а саме: 12 грудня 2013 року в Торонто (Канада), 12 травня 2015 року в Лос-Анжелесі (США) та 12 червня 2015 року в Сан-Франциско (США).

## Визнання
У квітні 2016 року портал Delo.ua оголосив результати голосування за найкращі українські фільми, які були зняті з 2011 до 2015 року. У голосуванні брали участь відвідувачі вебсайту Delo.ua, які могли поставити свою оцінку стрічці або її творцям (таких було 32 тисячі 616 користувачів), після цього фахове журі з 21 експерта склало професійний рейтинг переможців. За його підсумками, за стрічку «Тіні незабутих предків» Любомир Левицький увійшов у Топ 10 найкращих режисерів, а Софія Русинович — у Топ 10 найкращих художників костюмів.

## Саундтрек
- The Hardkiss — Shadows Of Time
- The Hardkiss — October[122]
- O.Torvald — Знову сам[123]
- Ragga Sapiens — Сонце палає
- Dead Boys Girlfriend — Babies it's evil
- Massive Attack — Paradise Circus (Zeds Dead Dubstep Remix)
- Champagne Morning — Culture[124]
- Green Day — Kill The DJ (OST до трейлеру)